# Všeobecné volby v Belgii 1949
Belgické všeobecné volby z roku 1949 se konaly 26. června 1949. Vládu poté vytvořil Gaston Eyskens.

## Výsledky
| Politická strana | Politická strana                                | Počet hlasů | Hlasy v % | Počet mandátů | Změna |
| ---------------- | ----------------------------------------------- | ----------- | --------- | ------------- | ----- |
|                  | CVP-Křesťanskosociální strana                   | 2 190 898   | 43,55 %   | 105           | ▲13   |
|                  | Parti socialiste – Socialistická strana – jinak | 1 496 539   | 29,75 %   | 66            | ▼3    |
|                  | PVV – PRL                                       | 767 180     | 15,25 %   | 29            | ▲12   |
|                  | Komunistická strana Belgie                      | 376 765     | 7,49 %    | 12            | ▼11   |
|                  | Vlaamse Concentratie                            | 103 896     | 2,07 %    | 0             |       |
|                  | ostatní                                         | 95 608      | 1,9 %     | 0             |       |